# کالوین واتسون
کالوین واتسون (انگلیسی: Calvin Watson؛ زادهٔ ۶ ژانویهٔ ۱۹۹۳) دوچرخه‌سوار اهل استرالیا است.
از باشگاه‌هایی که در آن بازی کرده‌است می‌توان به تیم ترک-سگافردو و آکوا بلو اسپورت اشاره کرد.